# Streptocephalus dendrophorus
Streptocephalus dendrophorus là một loài động vật giáp xác thuộc họ Streptocephalidae. Đây là loài đặc hữu của Nam Phi.